# Považany
Považany este o comună slovacă, aflată în districtul Nové Mesto nad Váhom din regiunea Trenčín. Localitatea se află la altitudinea de 176 m deasupra n.m., se întinde pe o suprafață de 8,75 km2 și în 2017 număra 1.251 de locuitori.

## Istoric
Localitatea Považany este atestată documentar din 1263.

## Demografie
| An:                | 1994 | 2004   | 2014   | 2024   |
| ------------------ | ---- | ------ | ------ | ------ |
| Număr de persoane: | 1226 | 1274   | 1279   | 1226   |
| Diferență:         |      | +3,91% | +0,39% | −4,14% |

| An:                | 2023 | 2024   |
| ------------------ | ---- | ------ |
| Număr de persoane: | 1238 | 1226   |
| Diferență:         |      | −0,96% |